# Lubstowo
Lubstowo – wieś w Polsce położona w województwie pomorskim, w powiecie malborskim, w gminie Nowy Staw na obszarze Wielkich Żuław Malborskich. Lubstowo znajdowało się na szlaku Żuławskiej Kolei Dojazdowej.
Wieś komornictwa zewnętrznego Elbląga w XVII i XVIII wieku. W latach 1975–1998 miejscowość administracyjnie należała do województwa elbląskiego.
Zobacz też: Lubstów